# Membran
För andra betydelser, se Membran (olika betydelser).

Schematisk illustration av membranfiltrering där de större röda cirklarna avskiljs.

Ett membran är en helt eller delvis ogenomtränglig hinna. Ofta kan ett membran släppa igenom större molekyler eller partiklar, medan membranet inte släpper igenom andra partiklar. Vanligtvis skiljer man på permeabelt membran och semipermeabelt membran. 
Lipidbilager är en typ av membran som är mycket vanlig i naturen.